# Yoo Myung-hee
Yoo Myung-hee (Koreaans: 유명희; Hanja: 兪明希) (Ulsan, 5 juni 1967) is sedert maart 2019 minister van Handel van Zuid-Korea. Zij is de eerste vrouw die deze functie bekleedde.
Yoo Myung-hee studeerde Engelse literatuur en bestuurskunde aan de Nationale Universiteit van Seoul, en rechten aan de Vanderbilt University. In 1991 slaagde zij in het examen van de Koreaanse staatsambtenarij, en sedert 2005 bekleedde zij leidende posities op het ministerie van Handel.

## Wereldhandelsorganisatie
Einde 2020 stelde Yoo Myung-hee zich kandidaat voor de functie van directeur-generaal van de Wereldhandelsorganisatie (WTO), naar eigen zeggen met de bedoeling 'het vertrouwen en de geloofwaardigheid in het multilaterale handelssysteem te herstellen'. In februari 2021 trok zij echter haar kandidatuur in, ten voordele van de meerderheidskandidaat Ngozi Okonjo-Iweala.